# Combat de Chipana
Guerre du Pacifique (1879-1884)
Batailles
Campagne navale
- Chipana
- Iquique
- Punta Gruesa
- Antofagasta (1re)
- Antofagasta (2e)
- Rímac
- Angamos
- Pilcomayo
- Arica (1re)
- Arica (2e)
- Callao

Campagne terrestre
- Topáter
- San Francisco
- Tarapacá
- Los Ángeles
- Alto de la Alianza (Tacna)
- Arica
- Chorrillos
- Miraflores
- Lima
- San Pablo
- Pachia
- La Concepción
- Huamachuco

Le combat de Chipana a lieu le 12 avril 1879, pendant la guerre du Pacifique, en face d'Huanillos (en), au large de la côte chilienne.  
Premier engagement naval du conflit, il oppose dans une lutte indécise la corvette péruvienne Unión et la canonnière Pilcomayo à la canonnière chilienne Magallanes, qui réussit à échapper à ses adversaires avec des avaries mineures après que l'Union a rencontré un problème de moteur, qui l'oblige à abandonner la bataille.

## Le combat

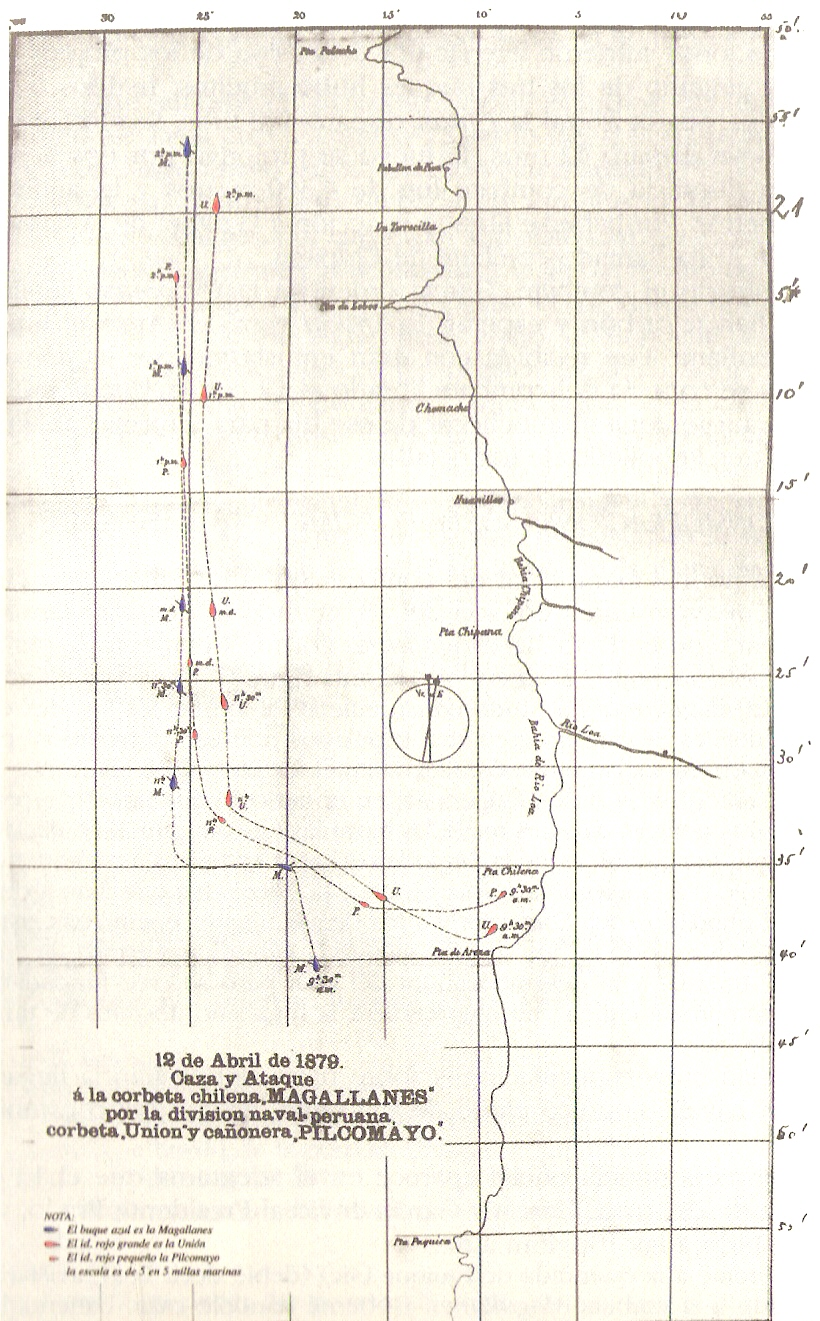
Croquis du combat naval

Le 12 avril, la division navale péruvienne est arrivée à Huanillos à l'aube, repartant à 7h30. Le commandant a chargé Pilcomayo de reconnaître la côte entre Punta Huanillo et Punta de Arena. La seule chose qu'il a trouvée était un bateau avec des réfugiés péruviens naviguant vers le nord. L' Union, avec ses vigies alertes, attendait Pilcomayo au large. Le commandant du Pilcomayo a appris qu'il y avait à Iquique au moins deux frégates blindées et trois navires légers battant pavillon chilien.
À 10h30 le 12 avril, Magallanes aperçut la fumée de la division péruvienne collée à la côte, au sud du río Loa alors que la canonnière était en mer. Immédiatement, il a manœuvré vers l'ouest, puis de nouveau vers le nord.
À 11h15, l' Union a tiré un coup de poudre à canon, ce qui a déclenché le combat. L'Unión  n'a pas tiré, mais le Pilcomayo a déclenché les tirs à 11h30 à une distance de 3 600 m , avec une grenade qui est tombée près la poupe chilienne et a causé des dommages à la coque, au même moment que le feu des fusils a commencé. Le capitaine du Magallanes décida de ne pas répondre aux tirs de la canonnière péruvienne, de concentrer ses maigres armes sur la corvette Unión. Celle-ci qui tombait de suite. Après 4-6 tirs de l'Unión, Magallanes a ouvert le feu à 12 heures, à une distance de 2 300 m, mais le tir est passé au-dessus de la corvette péruvienne. Il a tiré de nouveau avec ses canons de 115 livres. Il avait une vitesse de 11 nœuds, la même que l'Union, tandis que le Pilcomayo n'était qu'à 10 nœuds.
À 12h55, alors que le Magallanes tirait avec son canon de 115 livres, une bouffée de fumée blanche quitta l'Union qu'il pensait être le produit de l'impact, mais c'était sa fuite de la zone de combat. À partir de 13h, le Pilcomayo fut hors de portée de tir. Le combat s'est poursuivi jusqu'à 13h40, alors que la distance entre l'Unión et Magallanes était de 3 500 m, la poursuite s'est poursuivie jusqu'à 5 heures d'Iquique. À 14h00, l'Unión a changé de cap vers le port pour rejoindre Pilcomayo et a tiré ses derniers coups de la batterie tribord. À la fin de l'affrontement, le Magallanes est arrivé à Iquique.
L'Union a tiré 148 coups et le Magallanes 42. Aucun des deux camps n'a fait de victimes, car les dommages matériels à prendre en compte, le Magallanes avait un canon de 115 endommagé, en plus de son bateau à vapeur auxiliaire, et des dommages mineurs à la coque arrière.

### Résultats
Les Chiliens et les Péruviens revendiquent la victoire dans ce combat. Le Chili affirme que le Magallanes a été victorieux dans une confrontation avec des forces supérieures et ne pouvait pas être chassé. Le Pérou affirme que le Magallanes se bornait à fuir en profitant de sa vitesse et qu'il était impossible de le traquer en raison de la proximité de la flotte chilienne à Iquique et du mauvais état des moteurs des navires péruviens.
L'Union est entrée à Arica le 14 avril, où elle a été bien accueillie par la population car elle était déjà au courant du combat. Le Pilcomayo est allé à Ilo pour se ravitailler en charbon. Les deux navires se sont rencontrés en mer le 14 et ont jeté l'ancre à Callao le 17 avril, y restant pour l'entretien des machines et des chaudières, le Pilcomayo jusqu'à la fin juin et l'Union jusqu'à la mi-juillet.

## Référence
- (es) Cet article est partiellement ou en totalité issu de l’article de Wikipédia en espagnol intitulé « Combate naval de Chipana » (voir la liste des auteurs).